# Freydís Halla Einarsdóttir
Freydís Halla Einarsdóttir (* 3. Oktober 1994 in Reykjavík) ist eine isländische Skirennläuferin. Die mehrfache isländische Meisterin und WM-Teilnehmerin ist auf die technischen Disziplinen Riesenslalom und Slalom spezialisiert und vertrat ihr Land 2018 bei den Olympischen Winterspielen in Pyeongchang.

## Biografie
Freydís Halla Einarsdóttir stammt aus Garðabær an der Südwestküste Islands. Im Alter von acht Jahren begann sie mit dem Skirennsport. Freydís studiert Bewegungs- und Sportphysiologie an der Plymouth State University in New Hampshire. Sie trainiert vor allem in Waterville Valley und qualifizierte sich als erste Athletin der Universität für die Skirennen der NCAA.
Im Alter von 15 Jahren bestritt sie in Garmisch ihre ersten FIS-Rennen. Im Februar 2011 nahm sie am Europäischen Olympischen Winter-Jugendfestival in Liberec teil und belegte die Ränge 26 und 40 in Slalom und Riesenslalom. Dreimal ging sie bei Juniorenweltmeisterschaften an den Start, wobei sie ihre besten Ergebnisse mit den Rängen 37 und 39 gleich beim ersten Antreten in Crans-Montana 2011 erreichte. In vier weiteren Rennen in Roccaraso 2012 und Jasná 2014 schied sie jeweils aus.
Im Februar 2013 vertrat Freydís Island bei den Weltmeisterschaften in Schladming, scheiterte mit Rang 54 im Riesenslalom jedoch an der Qualifikation für den zweiten Durchgang. In den kommenden Wintern startete sie fast ausschließlich auf FIS-Ebene und feierte dabei auch einige Siege. Bei ihren zweiten Weltmeisterschaften in Vail bestritt sie beide technischen Rennen und belegte die Ränge 51 (Slalom) und 58 (Riesenslalom). Im Slalom verpasste sie die Qualifikation für den zweiten Durchgang um 0,53 Sekunden. In der Saison 2015/16 debütierte sie im Nor-Am Cup und gewann in Akureyri erstmals beide isländische Meistertitel. Die Weltmeisterschaften 2017 in St. Moritz schloss sie mit Rang 47 im Riesenslalom, ihrem vorläufig besten Ergebnis bei einem Großereignis, ab. Bei ihren ersten Olympischen Spielen in Pyeongchang führte sie das fünfköpfige isländische Aufgebot als Fahnenträgerin an und sorgte mit Rang 41 im Slalom für das beste Mannschaftsergebnis. Im Riesenslalom schied sie aus.

## Erfolge

### Olympische Spiele
- Pyeongchang: 41. Slalom

### Weltmeisterschaften
- Schladming 2013: 54. Riesenslalom
- Vail/Beaver Creek 2015: 51. Slalom, 58. Riesenslalom
- St. Moritz 2017: 47. Riesenslalom
- Åre 2019: 35. Slalom, 53. Riesenslalom

### Juniorenweltmeisterschaften
- Crans-Montana 2011: 37. Riesenslalom

### Weitere Erfolge
- 5 isländische Meistertitel (Slalom 2014, 2016 und 2018, Riesenslalom 2016 und 2017)
- 23 Siege in FIS-Rennen